# مدينة ديوربل
ديوربل (بالفرنسية: Diourbel) هي مدينة حضرية تقع في شرق مدينة تييس بالسنغال. تشتهر بمسجدها الكبير وبنشاطها في صناعة الفول السوداني، وتُعد العاصمة الإدارية لإقليم ديوربل. بلغ عدد سكان المدينة نحو 157,554 نسمة وفقًا لإحصاءات عام 2023.